# Оуэнс, Билли
Билли Юджин Оуэнс (англ. Billy Eugene Owens, родился 1 мая 1969, Карлайл, Пенсильвания, США) — американский профессиональный баскетболист.

## Карьера игрока
Выступая за баскетбольную команду в старшей школе, он в среднем набирал по 34 очка за игру и помог команде 4 раза подряд завоевать титул чемпиона штата. На драфте 1991 года был выбран под 3-м номером командой «Сакраменто Кингз», однако, не сыграв ни одной игры за команду, был обменян в «Голден Стэйт Уорриорз». За время выступления в «Уорриорз» он в среднем за игру набирал 15 очков и делал 8 подборов, а в своём дебютном сезону включался в первую сборную новичков. Позже он также выступал за такие клубы, как «Майами Хит», «Сакраменто Кингз», «Сиэтл Суперсоникс», «Филадельфия Севенти Сиксерс» и «Детройт Пистонс». В 2001 году из-за травм был вынужден завершить профессиональную карьеру.
Оуэнс выступал за национальную сборную США, в составе которой в 1990 году завоевал бронзовую медаль на чемпионате мира по баскетболу в Буэнос-Айресе. В том же году выиграл в составе сборной США серебряную медаль игр доброй воли в Сиэтле. В 1989 году выиграл в составе сборной США серебряную медаль чемпионата Америки по баскетболу в Мехико.

## Статистика

### Статистика в НБА
| Сезон                                                                                    | Команда      | Регулярный сезон | Регулярный сезон | Регулярный сезон | Регулярный сезон | Регулярный сезон | Регулярный сезон | Регулярный сезон | Регулярный сезон | Регулярный сезон | Регулярный сезон | Регулярный сезон | Серия плей-офф | Серия плей-офф | Серия плей-офф | Серия плей-офф | Серия плей-офф | Серия плей-офф | Серия плей-офф | Серия плей-офф | Серия плей-офф | Серия плей-офф | Серия плей-офф |
| Сезон                                                                                    | Команда      | GP               | GS               | MPG              | FG%              | 3P%              | FT%              | RPG              | APG              | SPG              | BPG              | PPG              | GP             | GS             | MPG            | FG%            | 3P%            | FT%            | RPG            | APG            | SPG            | BPG            | PPG            |
| ---------------------------------------------------------------------------------------- | ------------ | ---------------- | ---------------- | ---------------- | ---------------- | ---------------- | ---------------- | ---------------- | ---------------- | ---------------- | ---------------- | ---------------- | -------------- | -------------- | -------------- | -------------- | -------------- | -------------- | -------------- | -------------- | -------------- | -------------- | -------------- |
| 1991/92                                                                                  | Голден Стэйт | 80               | 77               | 31,4             | 52,5             | 11,1             | 65,4             | 8,0              | 2,4              | 1,1              | 0,8              | 14,3             | 4              | 4              | 39,3           | 52,6           | -              | 63,0           | 8,3            | 3,3            | 2,0            | 0,5            | 19,3           |
| 1992/93                                                                                  | Голден Стэйт | 37               | 37               | 32,5             | 50,1             | 9,1              | 63,9             | 7,1              | 3,9              | 0,9              | 0,8              | 16,5             | Не участвовал  | Не участвовал  | Не участвовал  | Не участвовал  | Не участвовал  | Не участвовал  | Не участвовал  | Не участвовал  | Не участвовал  | Не участвовал  | Не участвовал  |
| 1993/94                                                                                  | Голден Стэйт | 79               | 72               | 34,7             | 50,7             | 20,0             | 61,0             | 8,1              | 4,1              | 1,1              | 0,8              | 15,0             | 3              | 3              | 42,3           | 50,0           | 0,0            | 75,0           | 10,0           | 4,3            | 1,3            | 0,7            | 19,7           |
| 1994/95                                                                                  | Майами       | 70               | 60               | 32,8             | 49,1             | 9,1              | 62,0             | 7,2              | 3,5              | 1,1              | 0,4              | 14,3             | Не участвовал  | Не участвовал  | Не участвовал  | Не участвовал  | Не участвовал  | Не участвовал  | Не участвовал  | Не участвовал  | Не участвовал  | Не участвовал  | Не участвовал  |
| 1995/96                                                                                  | Майами       | 40               | 40               | 34,7             | 50,5             | 0,0              | 63,3             | 7,2              | 3,4              | 0,8              | 0,6              | 14,8             | Не участвовал  | Не участвовал  | Не участвовал  | Не участвовал  | Не участвовал  | Не участвовал  | Не участвовал  | Не участвовал  | Не участвовал  | Не участвовал  | Не участвовал  |
| 1995/96                                                                                  | Сакраменто   | 22               | 11               | 27,0             | 42,0             | 41,7             | 64,3             | 5,7              | 3,2              | 0,9              | 0,7              | 9,9              | 4              | 4              | 32,8           | 44,1           | 0,0            | 50,0           | 6,5            | 3,5            | 1,0            | 0,3            | 8,3            |
| 1996/97                                                                                  | Сакраменто   | 66               | 56               | 30,2             | 46,7             | 34,7             | 69,7             | 5,9              | 2,8              | 0,9              | 0,4              | 11,0             | Не участвовал  | Не участвовал  | Не участвовал  | Не участвовал  | Не участвовал  | Не участвовал  | Не участвовал  | Не участвовал  | Не участвовал  | Не участвовал  | Не участвовал  |
| 1997/98                                                                                  | Сакраменто   | 78               | 78               | 30,1             | 46,4             | 37,1             | 58,9             | 7,5              | 2,8              | 1,2              | 0,5              | 10,5             | Не участвовал  | Не участвовал  | Не участвовал  | Не участвовал  | Не участвовал  | Не участвовал  | Не участвовал  | Не участвовал  | Не участвовал  | Не участвовал  | Не участвовал  |
| 1998/99                                                                                  | Сиэтл        | 21               | 19               | 21,5             | 39,4             | 45,5             | 80,0             | 3,8              | 1,8              | 0,6              | 0,2              | 7,8              | Не участвовал  | Не участвовал  | Не участвовал  | Не участвовал  | Не участвовал  | Не участвовал  | Не участвовал  | Не участвовал  | Не участвовал  | Не участвовал  | Не участвовал  |
| 1999/00                                                                                  | Филадельфия  | 46               | 7                | 20,0             | 43,4             | 33,3             | 59,4             | 4,2              | 1,3              | 0,6              | 0,3              | 5,9              | Не участвовал  | Не участвовал  | Не участвовал  | Не участвовал  | Не участвовал  | Не участвовал  | Не участвовал  | Не участвовал  | Не участвовал  | Не участвовал  | Не участвовал  |
| 1999/00                                                                                  | Голден Стэйт | 16               | 4                | 24,1             | 38,0             | 28,6             | 59,5             | 6,8              | 2,4              | 0,4              | 0,3              | 6,4              | Не участвовал  | Не участвовал  | Не участвовал  | Не участвовал  | Не участвовал  | Не участвовал  | Не участвовал  | Не участвовал  | Не участвовал  | Не участвовал  | Не участвовал  |
| 2000/01                                                                                  | Детройт      | 45               | 14               | 17,6             | 38,3             | 15,0             | 47,5             | 4,6              | 1,2              | 0,7              | 0,3              | 4,4              | Не участвовал  | Не участвовал  | Не участвовал  | Не участвовал  | Не участвовал  | Не участвовал  | Не участвовал  | Не участвовал  | Не участвовал  | Не участвовал  | Не участвовал  |
|                                                                                          | Всего        | 600              | 475              | 29,4             | 48,1             | 29,1             | 62,9             | 6,7              | 2,8              | 0,9              | 0,5              | 11,7             | 11             | 11             | 37,7           | 49,6           | 0,0            | 64,4           | 8,1            | 3,6            | 1,5            | 0,5            | 15,4           |
| Наведите курсор мыши на аббревиатуры в заголовке таблицы, чтобы прочесть их расшифровку. |              |                  |                  |                  |                  |                  |                  |                  |                  |                  |                  |                  |                |                |                |                |                |                |                |                |                |                |                |